# Peter Kaulicke
Peter Kaulicke Roermann, (Buntenbock, Allemagne, 7 mars 1946 -) est un archéologue allemand vivant au Pérou . Il est l'un des principaux spécialistes du « stade précéramique Andin » de l'ancien Pérou. Il est professeur d'archéologie fondateur de la spécialité à l'Université pontificale catholique du Pérou (PUCP).

## Biographie
Il est le fils de Klaus Kaulicke et d'Elisabeth Roermann. Il a étudié à Clausthal-Zellerfeld et Bonn (1952-1966). Il entre ensuite à l'Université de Bonn, où il étudie la transcription phonétique des langues amérindiennes, la préhistoire et l'ethnologie (1968-1970, 1976-1980). Il est également entré à l'Université de Vienne, en Autriche, où il a poursuivi ses études en préhistoire et en ethnologie.
Au début des années 1970, on lui propose de participer à un projet archéologique au Pérou, où il arrive en 1971. Le projet mené par de l'Université nationale principale de San Marcos, se concentrait sur le plateau de Junín au centre du Pérou à plus de 4 000 m d'altitude. 
Il s'agissait d'enquêter sur les premières activités des chasseurs du paléolithique.
En 1976, il retourne en Allemagne et obtient son doctorat grâce à sa thèse sur ce projet de Junín (1980). Il a ensuite été associé de recherche à la Fondation Robert S. Peabody pour l'archéologie (en) à Andover, États-Unis (1980), et à l'Institut archéologique allemand (1980-1982).
Il est retourné au Pérou à l'invitation de l'Université pontificale catholique du Pérou, qui souhaitait créer une spécialité d'archéologie distincte de l'anthropologie. Kaulicke a assumé cette tâche et la spécialité a été inaugurée en 1983. 
Il est également fondateur et directeur du Bulletin d'archéologie de la PUCP (1997).
En outre, il a été rédacteur en chef de Max Uhle y el Perú Antiguo (1998), en commémoration du 50e anniversaire de la mort du chercheur allemand, et co-éditeur d'Arqueología de Cerro Sechín I y II  (1992 et 1994).